# Lliga belga de futbol 2007-2008
La Lliga belga de futbol 2007-2008 va començar el 3 d'agost de 2007 i va finalitzar el 10 de maig de 2008. El torneig es va decidir a la jornada 31, el dia 20 d'abril de 2008, quan l'Standard de Lieja va vèncer l'Anderlecht per 2-0. Per l'Standard de Lieja va ser la seva 9a lliga belga i la primera dels últims 25 anys.

## Classificació
|     | Equip               | Pts | J  | G  | E  | P  | GF | GC | Dif |                                            |
| --- | ------------------- | --- | -- | -- | -- | -- | -- | -- | --- | ------------------------------------------ |
| 1.  | Standard de Liège   | 77  | 34 | 22 | 11 | 1  | 61 | 19 | +42 | Champions League 3a Ronda de Classificació |
| 2.  | RSC Anderlecht      | 70  | 34 | 21 | 7  | 6  | 59 | 31 | +28 | Champions League 2a Ronda de Classificació |
| 3.  | Club Brugge KV      | 67  | 34 | 20 | 7  | 7  | 45 | 30 | +15 | UEFA Cup 1a Ronda                          |
| 4.  | Cercle Brugge KSV   | 60  | 34 | 17 | 9  | 8  | 62 | 33 | +29 | Copa Intertoto                             |
| 5.  | Germinal Beerschot  | 55  | 34 | 16 | 7  | 11 | 46 | 34 | +12 |                                            |
| 6.  | KAA Gent            | 52  | 34 | 14 | 10 | 10 | 57 | 46 | +11 |                                            |
| 7.  | SV Zulte Waregem    | 47  | 34 | 13 | 8  | 13 | 47 | 54 | -7  |                                            |
| 8.  | R Charleroi SC      | 46  | 34 | 13 | 7  | 14 | 41 | 45 | -4  |                                            |
| 9.  | KVC Westerlo        | 45  | 34 | 12 | 9  | 13 | 43 | 37 | +6  |                                            |
| 10. | KRC Genk            | 45  | 34 | 12 | 9  | 13 | 54 | 55 | -1  |                                            |
| 11. | RE Mouscron         | 42  | 34 | 12 | 6  | 16 | 38 | 43 | -5  |                                            |
| 12. | KSC Lokeren         | 42  | 34 | 9  | 15 | 10 | 32 | 33 | -1  |                                            |
| 13. | YR KV Mechelen      | 40  | 34 | 10 | 10 | 14 | 45 | 52 | -7  |                                            |
| 14. | KSV Roeselare       | 38  | 34 | 9  | 11 | 14 | 36 | 55 | -19 |                                            |
| 15. | FC Dender           | 33  | 34 | 9  | 6  | 19 | 33 | 59 | -26 |                                            |
| 16. | RAEC Mons           | 33  | 34 | 7  | 12 | 15 | 37 | 45 | -8  |                                            |
| 17. | K Sint-Truidense VV | 27  | 34 | 6  | 9  | 19 | 32 | 58 | -26 | Descens de Categoria                       |
| 18. | FC Brussels         | 19  | 34 | 4  | 7  | 23 | 27 | 66 | -39 | Descens de Categoria                       |

## Màxims golejadors
|   |                                      | Jugador           | Equip                   | Gols |
| - | ------------------------------------ | ----------------- | ----------------------- | ---- |
| 1 | Nigèria                              | Joseph Akpala     | R Charleroi SC          | 17   |
| 2 | Bèlgica                              | Sanharib Malki    | Germinal Beerschot      | 16   |
| - | Israel                               | Elyaniv Barda     | KRC Genk                | 16   |
| 4 | Sèrbia                               | Milan Jovanović   | Royal Standard de Liège | 15   |
| - | Senegal                              | Mbaye Leye        | SV Zulte Waregem        | 15   |
| 6 | Mali                                 | Mahamadou Dissa   | KSV Roeselare           | 14   |
| - | the Democratic Republic of the Congo | Dieumerci Mbokani | Royal Standard de Liège | 14   |
| 8 | Camerun                              | Aloys Nong        | YR KV Mechelen          | 12   |